# Takao Koyama
Takao Koyama és un escriptor japonès que va col·laborar en la redacció de la sèrie Doctor Slump.

## Biografia
Es va graduar a la Universitat de Waseda el 1972 i es va unir a Tatsunoko Production com a creador d'històries i guionista. Va marxar de Tatsunoko el 1975. Després de marxar de Tatsunoko, va escriure diversos guions, com Captain Tsubasa, Bola de Drac i Saint Seiya de Toei Animation.
Paral·lelament a treballs com a guionista, intenta formar joves talents. El 1986, va fundar "Anime Scenario House" per formar els joves guionistes d'anime. El 1987, joves guionistes com Satoru Akahori, Hiroyuki Kawasaki, Katsuyuki Sumisawa, Keiko Nobumoto i Aya Matsui es van graduar a l'escola de Koyama. L'escola es va convertir en Brother Noppo, empresa de suport als guionistes, el 1988.
Koyama va ser autor d'un remake del manga Soldier of Savings Cashman d'Akira Toriyama, que va ser il·lustrat per Katsuyoshi Nakatsuru i serialitzat a V Jump del juny de 1997 al desembre de 1998.